# Distrito de Salzland
El distrito de Salzland es un landkreis (distrito rural), ubicado en el estado federal de Sajonia-Anhalt, en Alemania.

## Geografía
El distrito está rodeado, desde el oeste y en sentido horario, por los distritos de Harz, Börde, Magdeburgo, Comarca de Jerichow, Anhalt-Bitterfeld, Mansfeld-Südharz y Saale.

## Historia
Salzlandkreis fue creado tras la fusión de los distritos de Bernburg, Schönebeck y Aschersleben-Staßfurt (excepto la ciudad de Falkenstein), como parte de las reformas llevadas a cabo en 2007.

## Ciudades y municipios
El distrito de Salzlandkreis tiene las siguientes subdivisiones:
- Ciudades libres

1. Aschersleben
2. Barby
3. Bernburg
4. Calbe
5. Hecklingen
6. Könnern
7. Nienburg
8. Schönebeck
9. Seeland
10. Stassfurt

- Municipios

1. Bördeland

- Verbandsgemeinden

1. Egelner Mulde
  1. Bördeaue
  2. Börde-Hakel
  3. Borne
  4. Egeln1, 2
  5. Wolmirsleben
2. Saale-Wipper
  1. Alsleben2
  2. Giersleben
  3. Güsten1, 2
  4. Ilberstedt
  5. Plötzkau

1Capital del Verbandsgemeinde; 2población